# Binondo
Binondo (in cinese 岷倫洛區S, Mínlúnluò Qū, Bîn-lûn-lo̍h-khiP) è un distretto di Manila ed è una Chinatown. È la più antica Chinatown al mondo, fondata nel 1594 dagli spagnoli come insediamento, attraverso il fiume Pasig, per i cattolici cinesi, ed era posizionata in modo tale che i sovrani coloniali dall'Intramuros potessero tenere d'occhio i loro soggetti migranti. Era già un centro del commercio cinese anche prima del periodo coloniale spagnolo. Binondo è il centro commerciale di Manila, dove prosperano tutti i tipi di attività gestite da filippino-cinesi.

## Etimologia
Sono state avanzate numerose teorie sull'origine del nome Binondo e su quello di Tondo, il suo distretto vicino. L'artista filippino Nick Joaquin suggerisce che i nomi potrebbero essere derivati dall'ortografia arcaica della lingua tagalogbinondoc (ortografia moderna: binundók), o montuoso, riferendosi al terreno inizialmente collinare di Binondo. Il linguista francese Jean-Paul Potet, tuttavia, ha suggerito che la mangrovia fluviale (Aegiceras corniculatum), che all'epoca era chiamata "tundok" ("tinduk-tindukan" oggi), sia l'origine più probabile del termine, con il prefisso "Bi-" in Binondo che indica la posizione di Binondo rispetto a Tondo.

## Storia

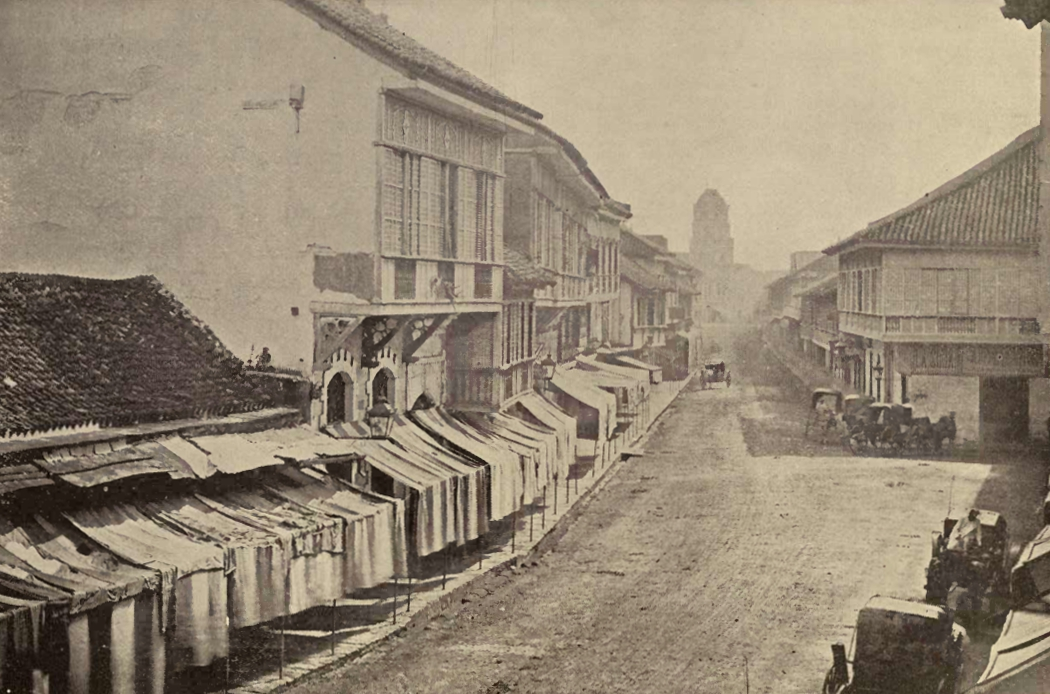
Escolta, la Broadway di Manila (circa 1899).

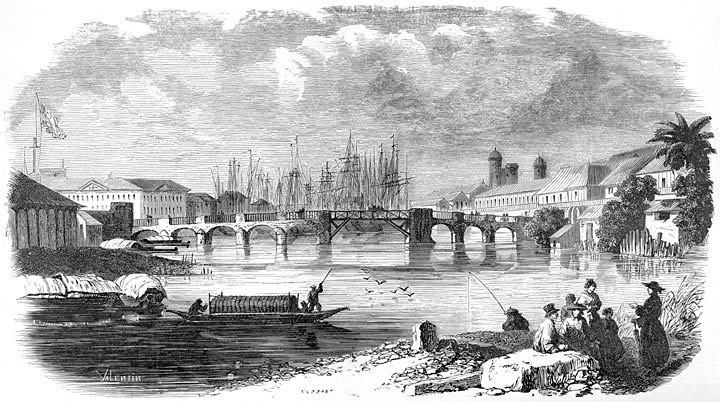
Ponte di Binondoc a Manila, inizi del XIX secolo. Pont de Binondoc à Manille da Aventures d'un Gentilhomme Breton aux iles Philippines (1855) di Paul de la Gironière.

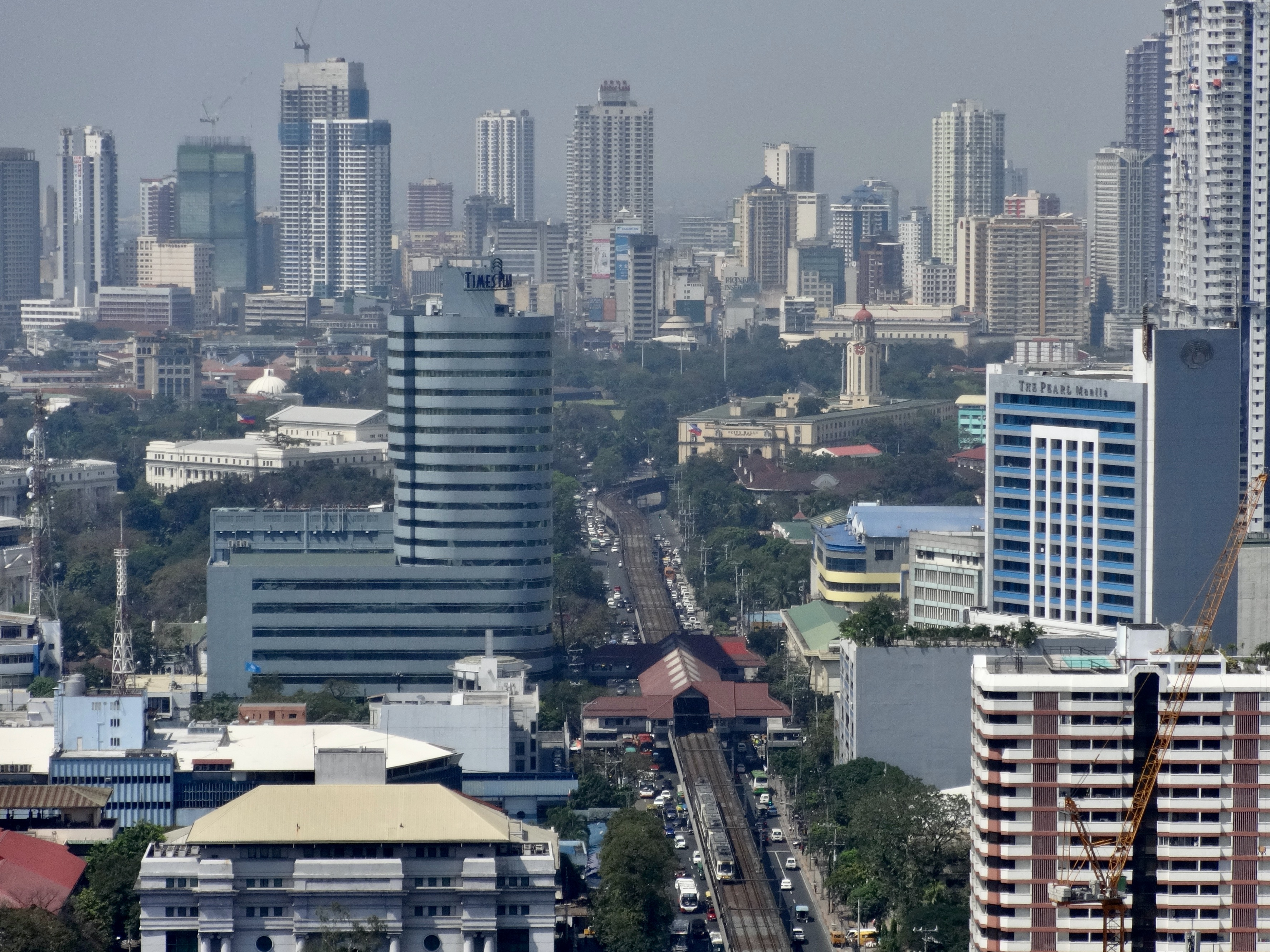
Binondo, con il municipio di Manila e la stazione United Nations.

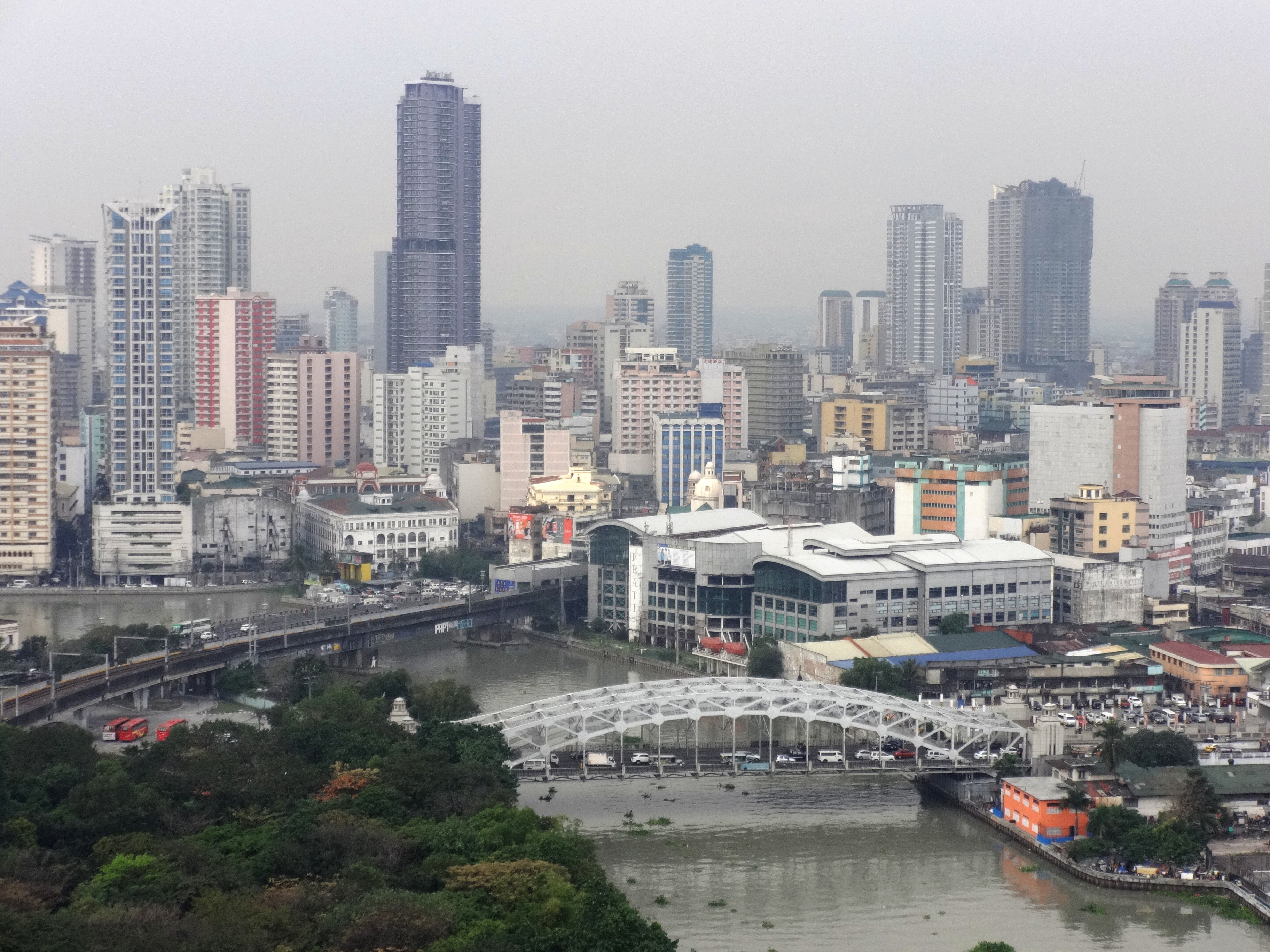
Binondo, con Quiapo, il fiume Pasig e il parco Arroceros.

Calle Rosario (oggi Q. Paredes St.), 1915.

Fondato nel 1594, Binondo è stato creato dal governatore spagnolo Luis Pérez Dasmariñas come insediamento permanente per immigrati cinesi. Gli spagnoli chiamavano sangley i cinesi che erano stati convertiti al cattolicesimo. Era dall'altra parte del fiume rispetto alla città fortificata di Intramuros, dove risiedevano gli spagnoli. Inizialmente doveva sostituire il Parian vicino a Intramuros, dove i cinesi erano stati confinati per la prima volta. Gli spagnoli concedettero una concessione fondiaria per Binondo a un gruppo di commercianti e artigiani cinesi in perpetuo, esentasse e con limitati privilegi di autogoverno.
I padri spagnoli domenicani fecero di Binondo la loro parrocchia e riuscirono a convertire molti residenti al cattolicesimo. Binondo divenne presto il luogo in cui gli immigrati cinesi si convertivano al cattolicesimo, si sposavano con donne indigene filippine e procrearono figli, che divennero la comunità cinese "meticcia". Nel corso degli anni, la popolazione di meticci cinesi di Binondo è cresciuta rapidamente. Ciò è stato causato principalmente dalla mancanza di donne immigrate cinesi e dalla politica dei funzionari spagnoli di espellere o uccidere (nei conflitti) immigranti cinesi che si fossero rifiutati di convertirsi.
Nel 1603 ebbe luogo una rivolta cinese guidata da Juan Suntay, un ricco cattolico cinese, ma fu abbattuto da forze congiunte spagnole e filippine guidate da Luis Pérez Dasmariñas. In seguito la maggior parte dei 20.000 cinesi che componeva la colonia furono uccisi. La rivolta avvenne subito dopo una visita a Manila da parte di tre rappresentanti ufficiali cinesi che avevano rivelato di essere alla ricerca di "una montagna d'oro". Questa strana affermazione spinse gli spagnoli a concludere che era in arrivo un'imminente invasione dalla Cina. All'epoca i cinesi locali erano più numerosi degli spagnoli, nella proporzione di venti a uno, e le autorità spagnole temevano che si sarebbero unite alle forze di invasione. Successivamente i cinesi minimizzarono quegli eventi nel tentativo di preservare i loro interessi commerciali. Nel 1605 un funzionario di Fukien scrisse una lettera in cui affermava che i cinesi che avevano partecipato alla rivolta non erano degni della protezione della Cina, descrivendoli come "disertori delle tombe dei loro antenati".
Durante la breve occupazione britannica di Manila, tra il 1762 e il 1764, Binondo fu bombardato in diverse occasioni e alcune delle sue strutture distrutte. Molti spagnoli, meticci, cinesi e filippini furono uccisi e imprigionati indiscriminatamente.
Binondo divenne il principale centro commerciale e finanziario a Manila per i cinesi etnici, i meticci cinesi e i filippini spagnoli. Durante il periodo coloniale spagnolo, vennero costruiti molti "esteros" (canali) che sfociavano nel fiume Pasig. Tra i molti che si sposarono nella storica chiesa di Binondo vi fu Andrés Bonifacio, nel 1895, che divenne un eroe della rivoluzione filippina.
Prima della seconda guerra mondiale, Binondo era il centro di una comunità bancaria e finanziaria che comprendeva compagnie assicurative, banche commerciali e altri istituti finanziari della Gran Bretagna e dagli Stati Uniti. Queste banche erano situate principalmente lungo Escólta, che un tempo veniva chiamata Wall Street delle Filippine.
Dopo la guerra e il nuovo sviluppo, la maggior parte delle aziende iniziò a trasferirsi nella nuova area di Makati. Durante la crisi finanziaria dei primi anni 1980, vi era la Binondo Central Bank, così chiamata in quanto gli imprenditori cinesi locali erano impegnati in un massiccio scambio, al mercato nero, di dollari USA, che spesso determinava il tasso di cambio peso-dollaro nazionale. Dato il suo ricco significato storico e finanziario, si dice che Binondo abbia uno dei più alti valori fondiari a livello nazionale.

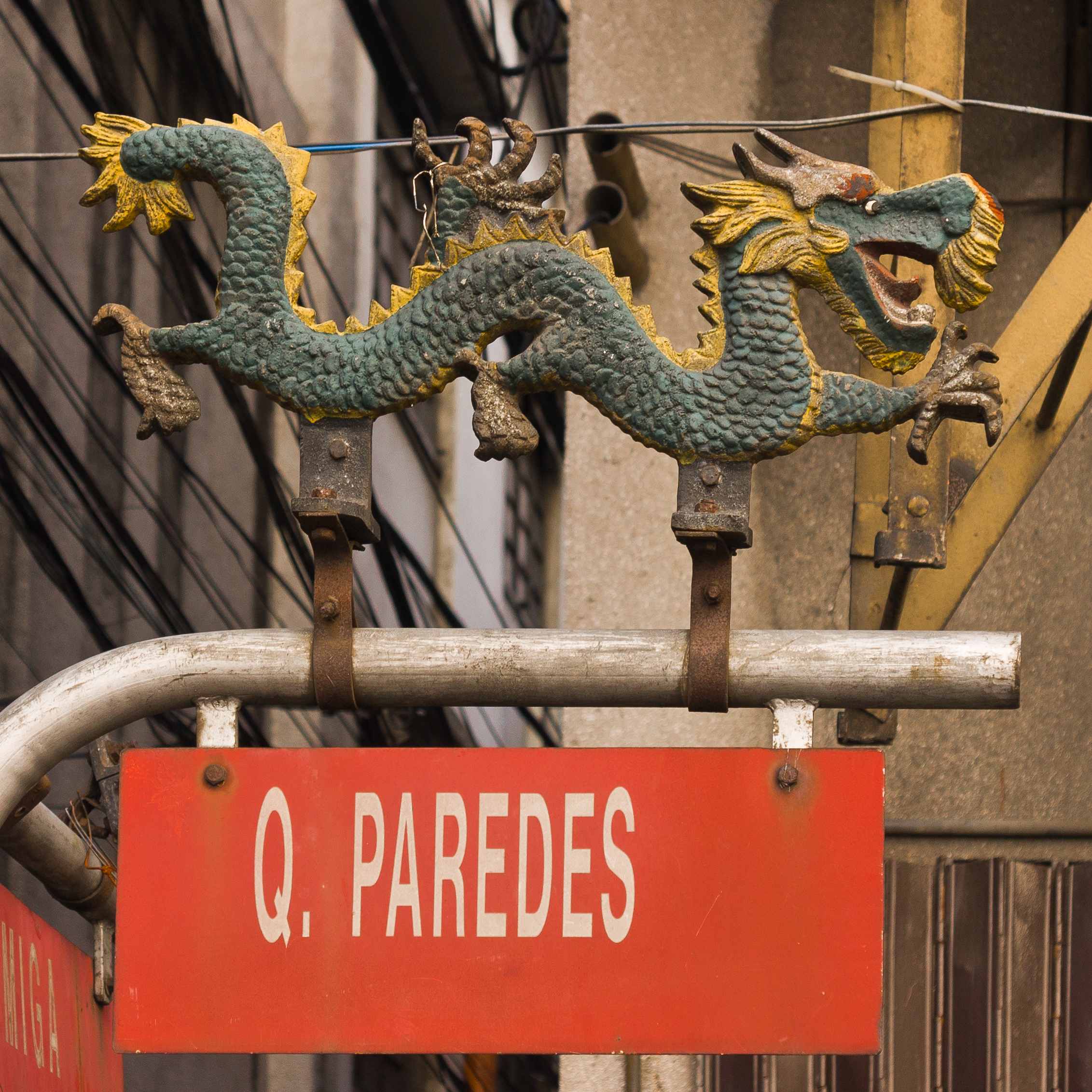
Un'insegna a Chinatown.

## In letteratura
Binondo era spesso menzionata nei romanzi di José Rizal, ad esempio in, in Noli me tangere e El filibusterismo.

## Cultura
Il quartiere è il luogo d'origine del Camaron rebosado, piatto a base di gamberetti divenuto un piatto tipico della cucina filippina.